# 2049＋絕處逢聲
《2049＋絕處逢聲》，是一部描寫在未來年代的動畫影集，為2049系列IP作品，也是台灣首部與影集同名IP的動畫作品，故事探討未來所衍生的問題，例如人工智慧AI、居住正義、智能長照等社會議題來呈現2049年的台灣社會。動畫角色將由林哲熹、閻奕格、林葦妮等著名藝人來獻聲配音。2021年12月4日起在myVideo於每週六22:00獨家首播。

## 播出時間

### 網路平台
| 頻道    | 所在地 | 播出日期      | 播出時間          | 備註        |
| myVideo | 臺灣   | 2021年12月4日 | 每週六 22:00 上架 | 首2集免費看 |

### 電視平台
| 頻道       | 所在地 | 播出日期       | 播出時間          | 備註      |
| 東森電影台 | 臺灣   | 2021年12月21日 | 星期二 21:00 首播 | 6集接連播 |

## 劇情大綱
描述一位背景為宮廟少年阿威與一位熱愛唱歌女孩夏雨在2049年必須面對智能長照、貧富差距、社區都更和居住正義等現況社會現實困境、以及面對親情、友情和愛情等情感，在夾縫中生存的少年與夥伴們以及愛唱歌女孩夏雨的鼓勵之下，利用「官將首」參加全球歌舞大賽，來展開華麗的表演。

## 人物列表

### 主要角色
| 角色 | 配音員 | 介紹                                               | 登場集數 |
| 阿威 | 林哲熹 | 動畫男主角，宮廟少年，總是負責熱心照顧周遭的人。   | 第1集－  |
| 夏雨 | 閻奕格 | 動畫女主角，個性直率，非常有行動力，熱愛唱歌女孩。 | 第1集－  |
| IUR  | 林葦妮 | 動畫女主角，是一位負責執行智慧都更機器人。         | 第1集－  |

### 次要角色
| 角色         | 配音員 | 介紹           | 登場集數 |
| 市長         | 謝一帆 |                | 第1集－  |
| 土豆         | 江志倫 |                | 第1集－  |
| 彬A          | 陳余寬 |                | 第1集－  |
| 夏雨奶奶     | 葉又菁 |                | 第1集－  |
| 娛樂新聞主播 | 鄭雅玶 |                | 第1集－  |
| 富子         | 林葦妮 | 阿威的前女友。 | 第1集－  |
| 官將首       |        |                |          |
| 歌姬         | 閻奕格 |                |          |

## 電視劇歌曲
| 曲別   | 歌名                  | 演唱者    | 作詞           | 作曲               | 編曲               |
| 片頭曲 | 現實童話              | 閻奕格    | 張阜新         | 楊默依             | 劉穎嶸             |
| 插曲   | Excuse Me             | Popu Lady | 徐旻鈴         | 張博彥             | 張博彥             |
| 插曲   | Hallo & Goodbye       | 閻奕格    | 安竹間         | 邵豪               | 邵豪               |
| 插曲   | 親愛的炸彈            | 麻吉弟弟  | 黃建洲         | 麻吉弟弟           | 麻吉弟弟           |
| 插曲   | 掌紋算命              | 信        | 信             | 信                 | 信                 |
| 插曲   | 渾身是勁              | 陳嘉樺    | 黃建洲         | 麻吉弟弟           | 麻吉弟弟           |
| 插曲   | You & I               | 閻奕格    | 閻奕格、劉偉德 | 閻奕格、劉偉德     | 劉偉德、林依霖     |
| 插曲   | 分就分了              | 閻奕格    | 葛大為         | Oliver@i-One Music | Oliver@i-One Music |
| 插曲   | Let Everything Happen | 閻奕格    | 陳信延         | 楊默依             | Kvn                |
| 片尾曲 | 人生戰場              | 閻奕格    | 李思芸         | 張簡君偉           | 游政豪             |

## 周邊商品
- 《2049：影劇小說×深度解析》影視小說
  - 作者：瀚草影視、英雄旅程 、繆非
  - 出版社：天下文化
  - 出版日期：2021年10月16日
  - ISBN 9789865253288

## 製作團隊
- 導演：蘇俊旭
- 編劇：魏王駿
- 動作導演：蔡泓泊
- 總監製：湯昇榮
- 聯合監製：姚孟超、李芃君、曾瀚賢
- 製作人：姚孟超
- 聯合製作人：邵珮如
- 舞蹈動作設計：黃瑋婕
- 合成組長：羅友民
- 製作公司：Xanthus冉色斯動畫股份有限公司
- 原創歌曲：華研國際音樂股份有限公司
- 出品：Xanthus冉色斯動畫股份有限公司、台灣大哥大myVideo、瀚草影視

## 獎項紀錄
| 年份   | 頒獎典禮     | 獎項名稱             | 入圍者／作品   | 結果 |
| 2022年 | 第57屆金鐘獎 | 一般節目類美術設計獎 | 葉為元、林善義 | 提名 |

## 外部連結
- Xanthus冉色斯動畫股份有限公司的Facebook專頁
- 影集2049的Facebook專頁
- 瀚草影視文化的Facebook專頁